# HD 135160
HD 135160，又名CP-60 5698，SAO 253082、HR 5661，是一颗恒星，视星等为5.73，位于銀經319.68，銀緯-2.84，其B1900.0坐标为赤經15h 8m 31.8s，赤緯-60° -2.84′ 56″。